# Uberto Visconti
Pour les articles homonymes, voir Visconti.
Pour les autres membres de la famille, voir Famille Visconti.

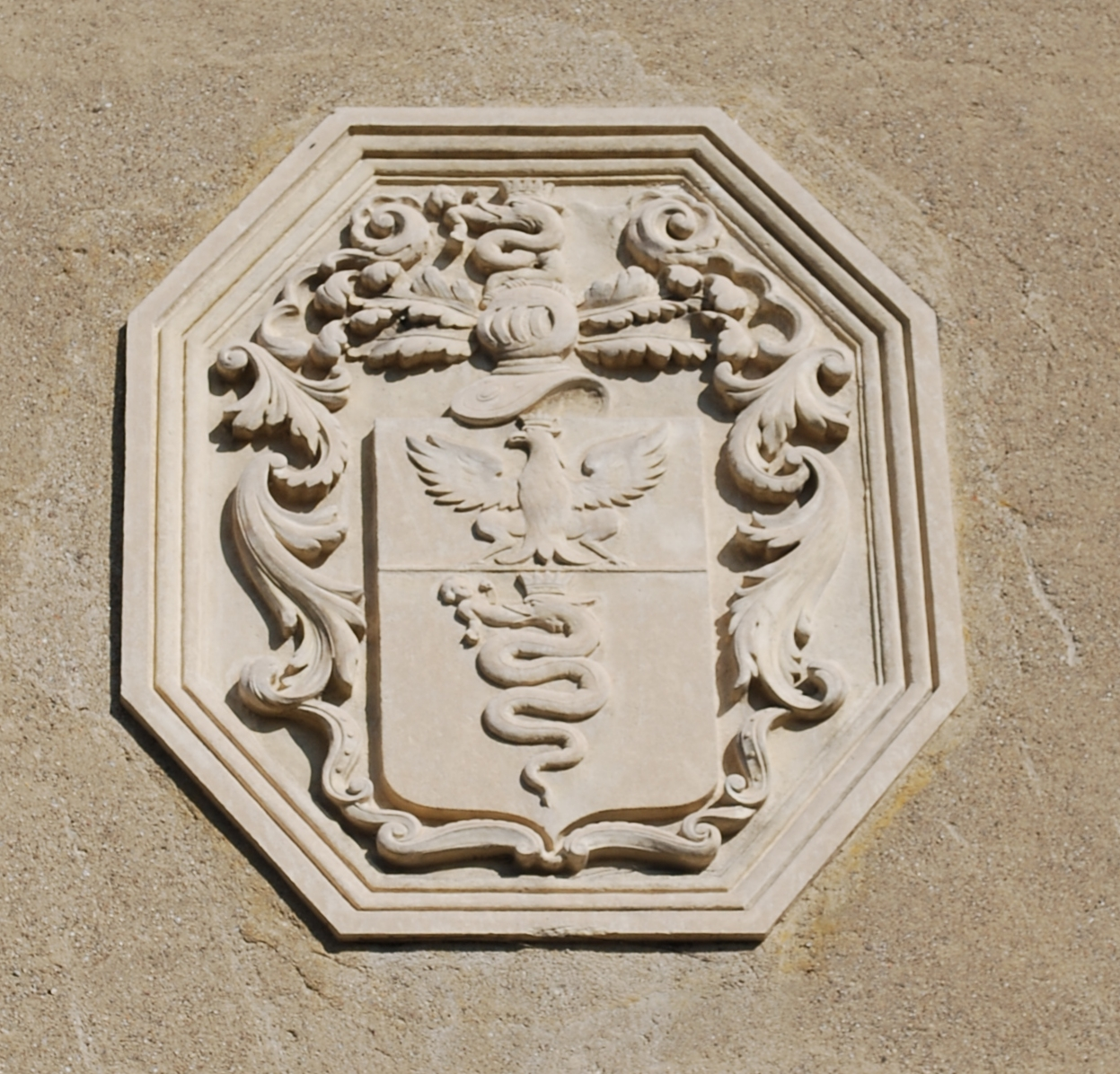
Blason des Visconti sur le mur du château de Castelletto sur le Tessin.

Uberto Visconti (mort avant 1248) était un noble italien, feudataire et seigneur de Massino, Albizzate et Besnate. Bien qu'il y ait trace d'un Eriprando Visconti décédé en 1037, il est considéré comme le fondateur de la dynastie des seigneurs de Milan,.

## Biographie et origines
Les Visconti étaient seigneurs de Massino, lieu situé stratégiquement sur les hauteurs à l'ouest du lac Majeur et du Tessin. Dès le XIIe siècle, ils sont cités comme vassaux de l'archevêque. La famille tire son nom du latin vice comitis, qui signifie « vice-comtes », vice (celui qui représente) et comites (avec toi) indiquait celui qui était avec quelqu'un, c'est-à-dire l'empereur pour les Visconti. On retrouve souvent dans les documents anciens deux ancêtres pour cette famille : Eriprando (Heriprand) Visconti et Valderico Visconti (863).
Il s'agissait probablement de l'une des familles de capitanei que l'archevêque Landolfe (979-998) avait investi de fiefs dits caput plebis. La documentation relative remonte à 1157 et il en ressort que les Visconti étaient titulaires du capitanat de Marliano (aujourd'hui Mariano Comense). Ils obtinrent avant 1070 l'office public de vicomte, qui devint rapidement héréditaire dans toute la descendance masculine. À la fonction de vicomtes ou vicaires du comte est liée l'adoption du blason représentant une vipère qui avale un enfant et que l'on retrouve aujourd'hui encore dans les armes de la Commune de Milan. La famille se divisa bientôt en plusieurs branches, dont certaines investies de fiefs éloignés de Milan. La branche dont viennent les seigneurs de Milan descend d'Uberto.
Celui-ci est le fils de Ruggero (Roger), consul de Milan en 1172 et podestat de Bergame en 1189. Les della Torre lui reprochèrent un manque de sentiment religieux lors du consistoire du pape Clément IV à Viterbe à la seule fin d'empêcher l'élection de son fils Otton comme archevêque de Milan.

## Mariage et descendance
Uberto épousa Berthe (Pirovano ?), dont il eut 7 enfants :
- Otton (1207-1295), archevêque et seigneur de Milan à partir de 1277[6] ;
- Hubert, évêque de Vintimille ;
- Andreotto ;
- Gaspard, podestat d'Oleggio, à l'origine des seigneurs de Caronno, Jerago et Fagnano ;
- Azzo (?-1262)
- Obizzo, seigneur de Massino, Albizzate et Besnate, père de Teobaldo (ou Tibaldo), grand-père de Matthieu qui succédera à Otton,
- Béatrice, épouse d'Egidio comte de Cortenova.